# Draugletscher

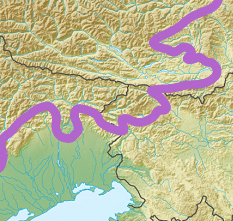
Würm-Vereisungsgrenze im Bereich des Draugletschers

Als Draugletscher wird ein pleistozäner Gletscher bezeichnet, der, in etwa vom Großglockner ausgehend, ungefähr dem heutigen Verlauf der Drau nach Osten folgte und während seiner größten Ausdehnung im Würm im Klagenfurter Becken bei Dullach I (Gemeinde Völkermarkt), nahe Ruden, endete. Die Eismassen des Gletschers füllten dabei nicht nur das Drautal aus, sondern strömten über die niedrigeren Gebirgszüge hinweg auch durch seine Nebentäler. So wird seine Mächtigkeit bei Villach mit 900 m angenommen und seine Breite mit 30 km. Auch die Entstehung der meisten Kärntner Seen, insbesondere des Wörthersees, des Millstätter Sees und des Weißensees, wird auf die Tätigkeit des Draugletschers zurückgeführt.

## Belege
1. ↑  Landesmuseum Kärnten. In: landesmuseum.ktn.gv.at. Archiviert vom Original (nicht mehr online verfügbar) am 14. September 2018; abgerufen am 14. September 2018.  Info: Der Archivlink wurde automatisch eingesetzt und noch nicht geprüft. Bitte prüfe Original- und Archivlink gemäß Anleitung und entferne dann diesen Hinweis.
2. ↑  Das Ostende des diluvialen Draugletschers in Kärnten. In: opac.geologie.ac.at. Abgerufen am 14. September 2018.
3. ↑  Tourismusland Kärnten 2: Die großen Tourismusregionen des Landes - Klaus Peter Arnold - Google Books. In: books.google.de. Abgerufen am 15. September 2018.
4. ↑  eingeschränkte Vorschau in der Google-Buchsuche
5. ↑  Kärntner Seen. In: kis.ktn.gv.at. Archiviert vom Original (nicht mehr online verfügbar) am 15. September 2018; abgerufen am 15. September 2018.  Info: Der Archivlink wurde automatisch eingesetzt und noch nicht geprüft. Bitte prüfe Original- und Archivlink gemäß Anleitung und entferne dann diesen Hinweis.
6. ↑  Wörthersee Relikt aus der Eiszeit - kaernten.ORF.at. In: kaernten.orf.at. Abgerufen am 14. September 2018.
7. ↑  eingeschränkte Vorschau in der Google-Buchsuche
8. ↑  Seenseite. In: kis.ktn.gv.at. Archiviert vom Original (nicht mehr online verfügbar) am 15. September 2018; abgerufen am 15. September 2018.  Info: Der Archivlink wurde automatisch eingesetzt und noch nicht geprüft. Bitte prüfe Original- und Archivlink gemäß Anleitung und entferne dann diesen Hinweis.

Koordinaten: 46° 36′ 46,4″ N, 13° 53′ 25,6″ O